# Svenska mästerskapen i längdskidåkning 1924

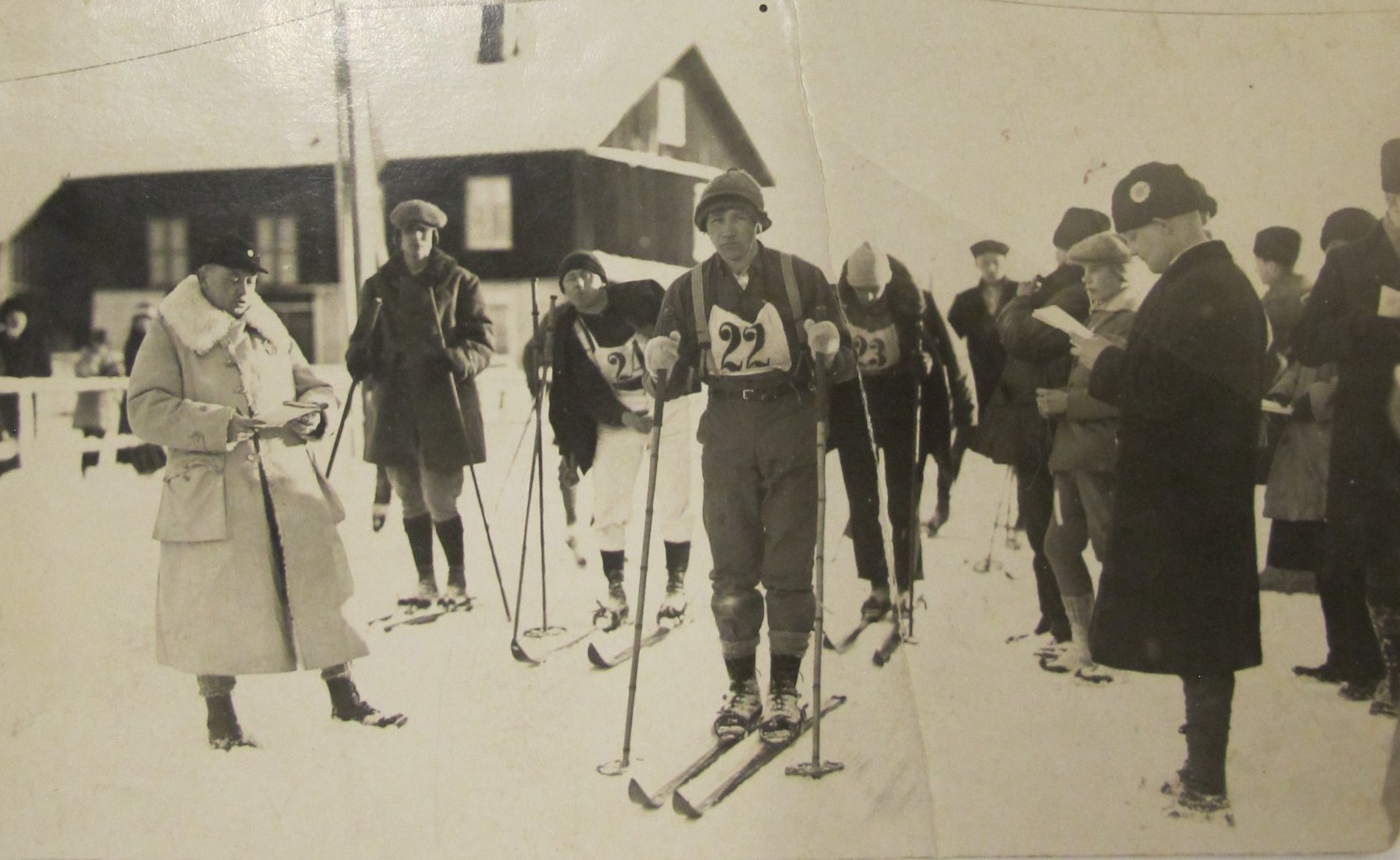
Ernst Alm (nr 22), Per-Erik Hedlund (nr 23) samt Oskar Lindberg (nr 24) gör sig redo för start i loppet över 60 km.

Svenska mästerskapen i längdskidåkning 1924 arrangerades i Filipstad.

## Medaljörer, resultat

### Herrar
| Gren             | Guld              | Guld       | Silver           | Silver   | Brons            | Brons         |
| 30 km            | Ragnar Gustafsson | Säfsnäs IF | John Lindgren    | IFK Umeå | Adolf Forsmark   | Koskullskulle |
| 60 km            | Ernst Alm         | IFK Norsjö | Gustaf Stångberg | Säfsnäs  | Per-Erik Hedlund | Särna SK      |
| Lagtävling 30 km | Bodens BK         | Bodens BK  |                  |          |                  |               |
| Lagtävling 60 km | Sälens IF         | Sälens IF  |                  |          |                  |               |

### Damer
| Gren             | Guld             | Guld           | Silver            | Silver  | Brons         | Brons          |
| 10 km            | Signe Pettersson | Ludvika IF     | Margareta Jonsson | Umeå IK | Karin Bollner | Djurgårdens IF |
| Lagtävling 10 km | Djurgårdens IF   | Djurgårdens IF |                   |         |               |                |

### Webbkällor
- Svenska Skidförbundet